# Ratschlag

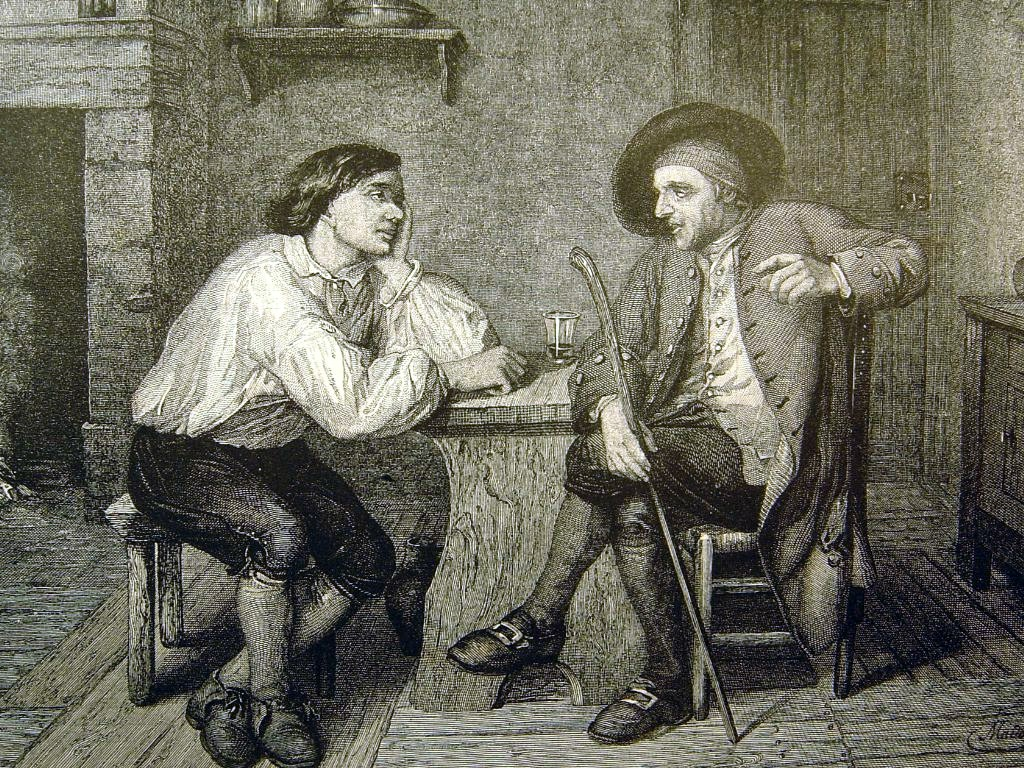
Der Gute Ratschlag (Originaltitel: Le bon conseil) von Jean-Baptiste Madou (1871)

Ratschlag (oder persönlicher Rat, Empfehlung) sind kostenlose und unverbindliche Informationen in der Privatsphäre, die ein bestimmtes Tun oder Unterlassen von Privatpersonen auslösen sollen.

## Allgemeines
Der Ratschlag ist die „unmittelbar an eine Person gerichtete Sprechhandlung“. Der Ratschlag wird im „Handbuch deutscher Kommunikationsverben“ von Gisela Harras den Direktiven zugeordnet: „Ein Sprecher {\displaystyle S} äußert einem Hörer {\displaystyle H} gegenüber eine oder mehrere {\displaystyle Sa(P)}, um zu bewirken, dass {\displaystyle H} erkennt, dass {\displaystyle P} im Interesse von {\displaystyle H} ist“. Im Gegensatz hierzu steht die meist entgeltpflichtige Beratung, die aufgrund eines Beratungsvertrages durchgeführt wird wie beispielsweise die Rechtsberatung.

## Etymologie
Ratschlag und Beratung haben „Rat“ als Wortinhalt, dem eine umfangreiche Etymologie zugrunde liegt.
Das altgermanische Wort „Rat“ (lateinisch consilium) bezieht sich auf die Fürsorge des Herrschers für seinen Bereich. „Raten“ umfasste alles, was ein Oberhaupt den von ihm Abhängigen zu leisten schuldig war: Schutz, Hilfe, Vorsorge, Belehrung, Anweisung und Förderung (etwa der Familienrat). Eine Räterunde (auch Räderrunde) war eine Tischrunde, bei welcher der Mitgliederkreis über eine Problemlösung sinnierte. Eine Lösung dieser Räterunde wurde als Ratschlag bezeichnet.
Das Wort „Ratschlag“ stammt aus dem althochdeutschen Verb râtslagôn, was so viel bedeutet wie „einen Kreis für die Beratung ziehen“. Es geht zurück auf das althochdeutsche Verb râtan, was „beraten“, „helfen“, „ratschlagen“ oder „einen Rat erteilen“ bedeutet.
Das Wort Rat bezeichnet ursprünglich die Mittel, die zum Lebensunterhalt notwendig sind (vgl. Hausrat oder Vorratshaltung). Raten bedeutete ursprünglich, sich geistig etwas zurechtlegen, überlegen, sich etwas aussinnen, Vorsorge treffen, vorschlagen, empfehlen. Es wird ein Rat einberufen, beispielsweise ein Gemeinderat oder Stadtrat, sie versammeln sich im Rathaus. Bei einem solchen Rat handelt es sich um ein Gremium, welches sich um die Belange von Bürgern kümmert.

## Situationen
Der Ratschlag kann innerhalb der Familie oder Verwandtschaft erteilt werden („väterlicher Rat“, „mütterlicher Rat“), von Freunden, in Personengemeinschaften wie Unternehmen (vom Vorgesetzten an Mitarbeiter im Rahmen der Fürsorgepflicht) oder allgemein unter Privatpersonen. Gelegentlich werden Ratschläge in unverständlicher oder verschlüsselter Form gegeben, z. B. durch ein Orakel oder als Paradoxe Intervention. Vorausgesetzt wird stets, dass der Rat Gebende mehr Erfahrungen oder Wissen hat als die Person, der ein Ratschlag erteilt wird. Sophokles stellte hierzu klar: „Wer nicht das gleiche erlebt hat wie ich, der soll mir keinen Ratschlag geben“. „Guter Rat ist teuer“ soll darauf hinweisen, dass Beratung nicht kostenlos ist.
Ratschläge finden sich darüber hinaus in Form des Ratgeberjournalismus; so in vielen Zeitschriften (z. B. Guter Rat, häufig in eigenen Rubriken), in speziellen Ratgeber-Büchern und in speziellen Ratgeber-Sendungen im Fernsehen (z. B. ARD-Ratgeber).

## Abgrenzung
Die Beratung stammt etymologisch zwar von derselben Wurzel, doch wird heute hierunter eine gewerbliche, meist entgeltliche Tätigkeit von freien Berufen (wie Rechtsberatung durch Rechtsanwälte, Steuerberatung durch Steuerberater), Institutionen (Berufsberatung, Sozialberatung) oder Unternehmen (Anlageberatung durch Kreditinstitute, Versicherungsberatung durch Versicherungsberater) verstanden. Die Beratung unterliegt meist der Beratungshaftung (Ausnahme bildet die Lebensberatung), der Ratschlag dagegen nicht. Unverbindliche Ratschläge im Alltag, z. B. die Erkundigung nach dem Weg zum Rathaus, sind gemäß § 675 Abs. 2 BGB nicht schadenersatzpflichtig, falls sie sich als unzutreffend erweisen.

## International
Im schweizerischen Kanton Basel-Stadt bezeichnet Ratschlag eine Vorlage des Regierungsrates (Exekutive) an den Grossen Rat (Legislative); er enthält nebst dem Gesetzesentwurf Ausführungen zu dessen Entstehung, zu den Ergebnissen eines allfälligen Vernehmlassungsverfahrens sowie Erläuterungen zu den einzelnen Bestimmungen.